# Maurice Carter
Maurice Antwan Carter, (nacido el 12 de octubre de 1976 en Jackson, Misisipi) es un exjugador de baloncesto estadounidense. Con 1.96 de estatura, su puesto natural en la cancha era el de escolta. 

## Trayectoria
- Universidad de Luisiana State (1995-1999)
- S. Diego Stingrays (1999-2000)
- Rochester Skeeters (2000)
- St. Louis Swarm (2000-2001)
- Peristeri BC (2001)
- Kansas City Knights (2001-2002)
- Yakima Sun Kings (2002)
- Texas RimRockers (2003)
- Leones de Ponce (2003)
- Gary Steelheads (2003)
- Dakota Wizards (2003-2004)
- Los Angeles Lakers (2004)
- Dakota Wizards (2004)
- New Orleans Hornets (2004)
- Pallacanestro Virtus Roma (2004-2005)
- Club Bàsquet Girona (2005)
- Mississippi HardHats (2005)
- Club Bàsquet Girona (2006)